# Мактак

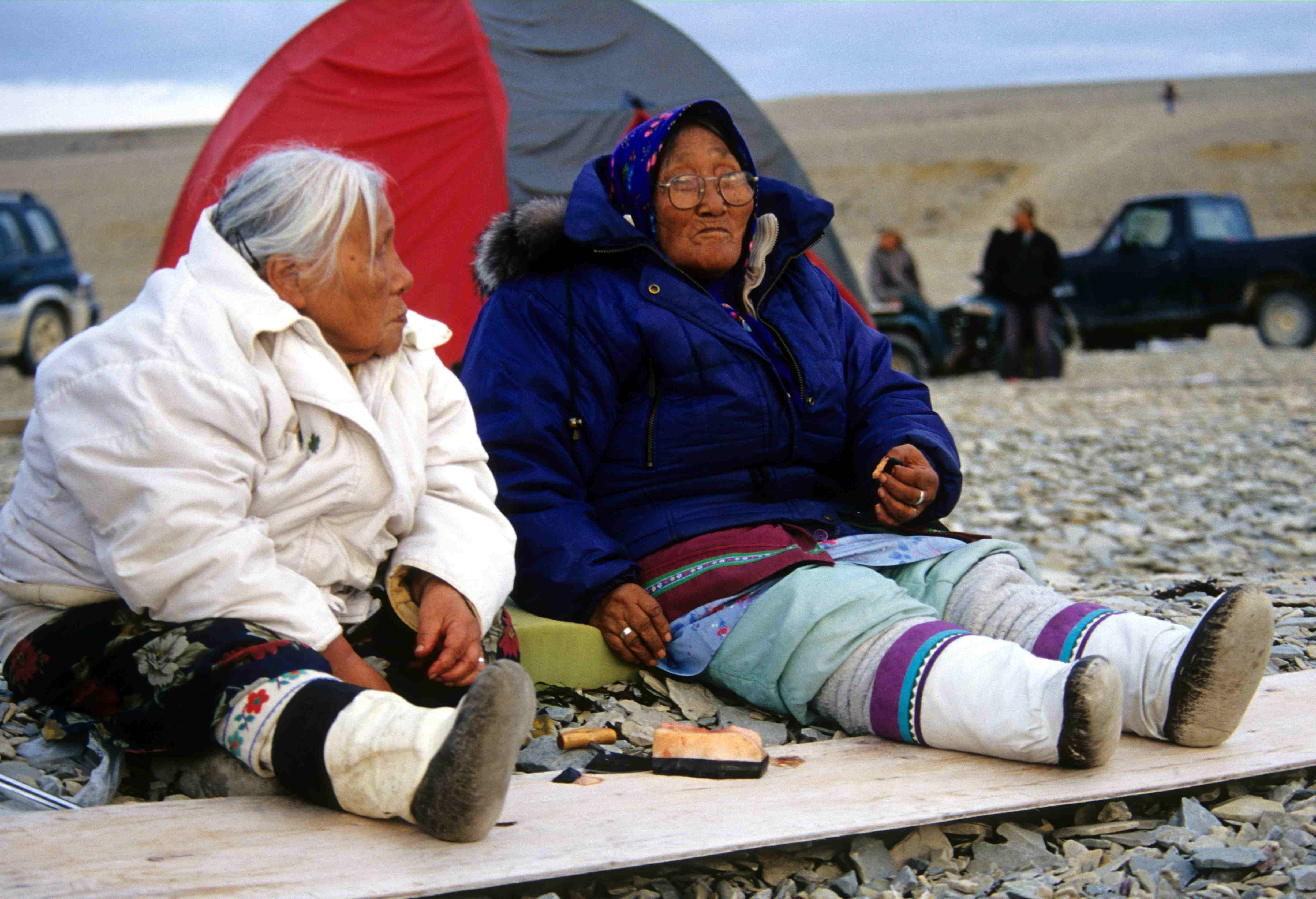
Літні ескімоски, що поїдають мактак

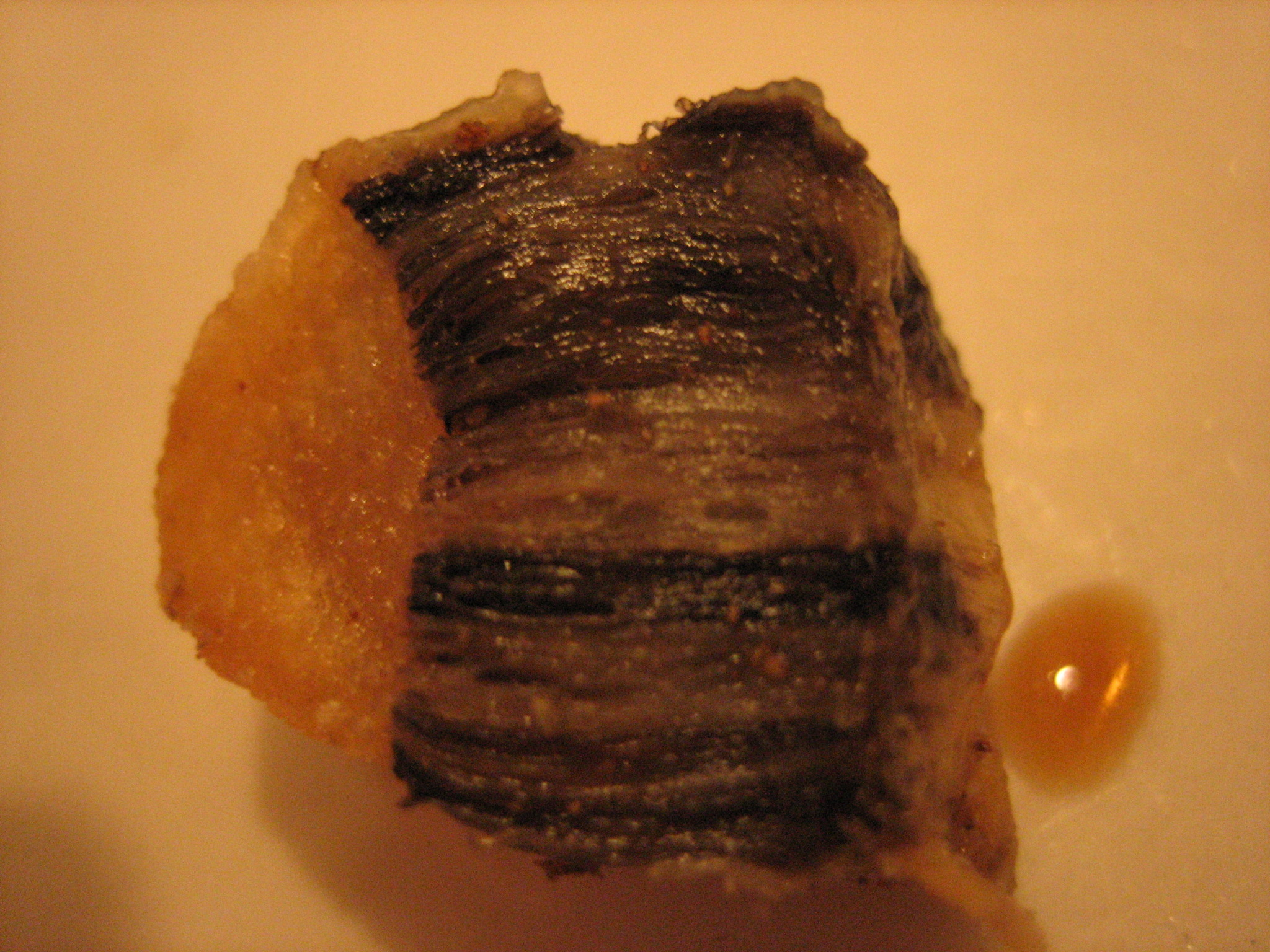
Мактак

Мактак (інуп. Maktak, також зустрічається варіант «муктук»; чук. итгилгын, ман'так'; нен. кылтын'гын) — традиційна страва ескімоської, ненецької та чукотської кухонь, заморожені китові шкіра і сало. У деяких діалектах, зокрема, інуїннактунському, слово «мактак» означає тільки їстівну шкіру.

## Приготування
Найчастіше мактак готують з гренландського кита, хоча іноді використовуються також шкіра і жир білухи або нарвала. Зазвичай мактак вживають сирим, хоча може бути нарізаний на тонкі смужки, обваляний в паніровці, обсмажений в олії і поданий з соєвим соусом. Крім того, мактак маринують.

## Поживна цінність
Мактак — джерело вітаміну C, китовий епідерміс містить до 38 мг аскорбінової кислоти на 100 грамів. У салі міститься вітамін D.
Крім корисних речовин, в салі містяться поліхлоровані дифеніли, токсичні канцерогенні речовини, що вражають нервову, імунну і репродуктивну системи.